# Now I Got Worry
Albums de The Jon Spencer Blues Explosion
A Ass Pocket of Whiskey
(1996) ACME
(1998)
Now I Got Worry est un album de The Jon Spencer Blues Explosion, sorti en 1996.

## L'album
L'album atteint la 4e place du Heatseekers et la 121e du Billboard 200. Il fait partie des 1001 albums qu'il faut avoir écoutés dans sa vie. 

### Titres
Tous les titres sont crédités au nom du groupe, sauf mentions. 
1. Skunk (2:39)
2. Identify (1:08)
3. Wail (3:09)
4. Fuck Shit Up (Dub Narcotic) (3:08)
5. 2Kindsa Love (3:02)
6. Love All of Me (1:58)
7. Chicken Dog (avec Rufus Thomas) (Explosion,Thomas) (3:01)
8. Rocketship (3:14)
9. Dynamite Lover (2:58)
10. Hot Shot (2:09)
11. Can't Stop (Explosion, Mark Ramos Nishita) (2:53)
12. Firefly Child (3:24)
13. Eyeballin (3:17)
14. R.L. Got Soul (4:05)
15. Get Over Here (2:09)
16. Sticky (2:54)

### Musiciens
- Judah Bauer : guitare, voix
- Russell Simins : batterie
- Jon Spencer : guitare, voix
- Mark Ramos Nishita : clavinet, piano, orgue
- Rufus Thomas : voix sur Chicken Dog
- Justin Berry : saxophone